# Sint-Niklaas
Sint-Niklaas (franceză Saint-Nicolas) este un oraș neerlandofon situat în provincia Flandra de Est, regiunea Flandra din Belgia. La 1 ianuarie 2008 avea o populație totală de 70.450 locuitori. 

## Geografie
Comuna actuală Sint-Niklaas a fost formată în urma unei reorganizări teritoriale în anul 1977, prin înglobarea într-o singură entitate a 4 comune învecinate. Suprafața totală a comunei este de 83,80 km². Comuna este subdivizată în secțiuni, ce corespund aproximativ cu fostele comune de dinainte de 1977. Acestea sunt:
| - I. Sint-Niklaas - II. Nieuwkerken-Waas - III. Belsele - IV. Sinaai |

Localitățile limitrofe sunt:
- Comuna Stekene:
  - a. Stekene
  - b. Kemzeke
- Comuna Sint-Gillis-Waas:
  - c. Sint-Pauwels
  - d. Sint-Gillis-Waas
- Comuna Beveren:
  - e. Vrasene
  - f. Beveren
  - g. Haasdonk
- Comuna Temse:
  - h. Temse
  - i. Tielrode
  - j. Elversele
- Comuna Waasmunster:
  - k. Waasmunster
- Comuna Lokeren:
  - l. Lokeren
  - m. Eksaarde
- Comuna Moerbeke:
  - n. Moerbeke

## Personalități născute aici
- Miet Smet (1943 - 2024), politiciană;
- Thomas De Gendt (n. 1986), ciclist.

## Localități înfrățite
- Regatul Unit: Abingdon;
- Franța: Colmar;
- Țările de Jos: Gorinchem;
- Italia: Lucca;
- Germania: Schongau;
- Cehia: Tábor.